# Canham-Gletscher
Der Canham-Gletscher ist ein etwa 50 km langer Gletscher im ostantarktischen Viktorialand. Er fließt vom nordwestlichen Teil des Evans-Firnfelds zwischen der Alamein Range und der Salamander Range der Freyberg Mountains zum Rennick-Gletscher, den er westlich des Bowers Peak erreicht. 
Das Gebiet wurde durch Vermessungsarbeiten des United States Geological Survey und mithilfe von Luftaufnahmen der United States Navy von 1960 bis 1962 kartografisch erfasst. Das Advisory Committee on Antarctic Names benannte den Gletscher 1964 nach Lieutenant Commander David W. Canham Jr. (1920–1986), diensthabender Offizier der Flugbereitschaft der United States Navy am McMurdo-Sund im Jahr 1956.